# Annie Lennox
Annie Lennox (n. 25 decembrie 1954, Aberdeen, Scoția, Regatul Unit) este o interpretă britanică de pop-rock devenită celebră pentru partenieratul cu Dave Stewart, împreună cu care a format trupa Eurythmics, un duo muzical al anilor 1980.
La vârsta de 17 ani s-a mutat la Londra, unde a început să studieze muzica clasică la Royal Academy of Music. Cu puțin timp înainte de absolvirea facultății a abandonat studiile. În 1976 l-a cunoscut pe Dave Stewart într-un restaurant în care lucra ca chelneriță. Cei doi s-au căsătorit și au înființat formația The Catch.

## Discografie

### Albume de studio
- Diva (1992)
- Medusa (1995)
- Bare (2003)
- Songs of Mass Destruction (2007)
- A Christmas Cornucopia (2010)
- Nostalgia (2014)
- Lepidoptera (EP) (2019)

### Albume de compilație
• The Annie Lennox Collection (2009)